# Lundens naturreservat, Växjö kommun
Lunden är ett naturreservat i Drevs och Söraby socknar i Växjö kommun i Småland (Kronobergs län).
Områden är skyddat sedan 2011 och är 492 hektar stort. Det är beläget 5 km norr om Rottne och består mest av betesmarker, skog, vattendrag, sjö och myr. Reservatet omfattar större delen av Drevsjön och gränsar till Övrasjö.

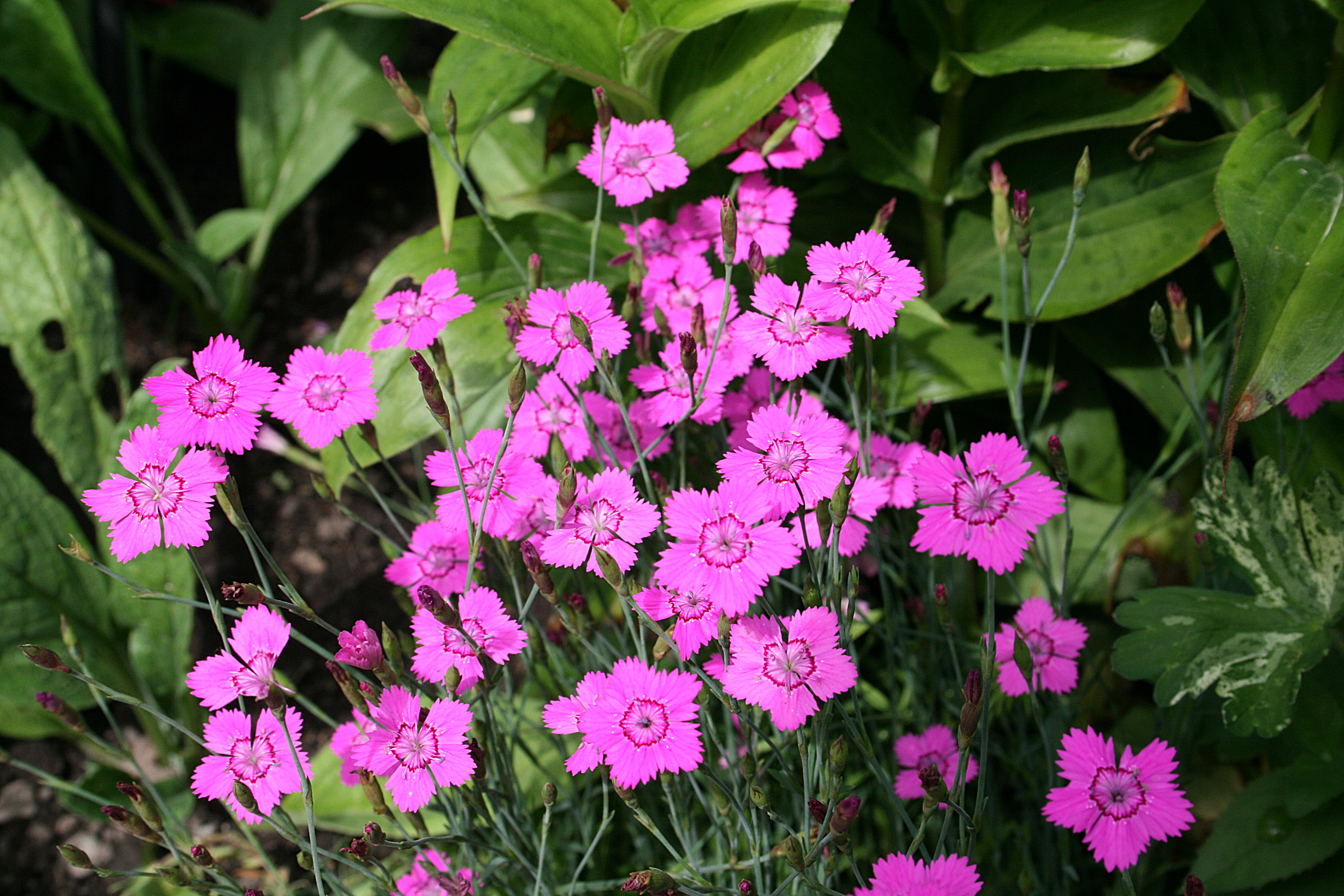
Backnejlika

Inom reservatet växer mängder av gamla lövträd. Där finns ek, lind, alm, ask och asp. Träden utgör en förutsättning för ett flertal ovanliga arter av skalbaggar, svampar och lavar. Exempel på sådana arter är, kardinalfärgad rödrock, ekbrunbagge, puderfläck, liten sönderfallslav, blekticka och lindskål. I betesmarkerna finns en värdefull kärlväxtflora med slåttergubbe, svinrot, jungfrulin, jungfru Marie nycklar, grönvit nattviol, knägräs, stagg och backnejlika.
Drevsjön ligger delvis inom reservatets gränser. Där finns ett rikt fågelliv med många fåglar som rastar och andra som häckar i området.
Många kulturhistoriska lämningar förekommer såsom fossil åkermark, odlingsrösen, terrassodlingar, bronsåldersgravar samt grunder efter tidigare byggnader. Över Mörrumsån leder en gammal stenbro.